# Похідна фізична величина
Похідна́ фізи́чна величина́ (англ. derived quantity, нім. Abgeleitete Grosse, рос. производная физическая величина, фр. grandeur d'erev'ee) — фізична величина, що визначається через основні величини системи фізичних величин.

## Приклади
Такою величиною, наприклад, є швидкість, якщо за основні величини системи вибрані довжина і час; або прискорення (м/с2).
Об'єм, це також похідна фізична величина, застосовувана, наприклад, для характеристики рідких речовин.